# 躺臥餐廳墓

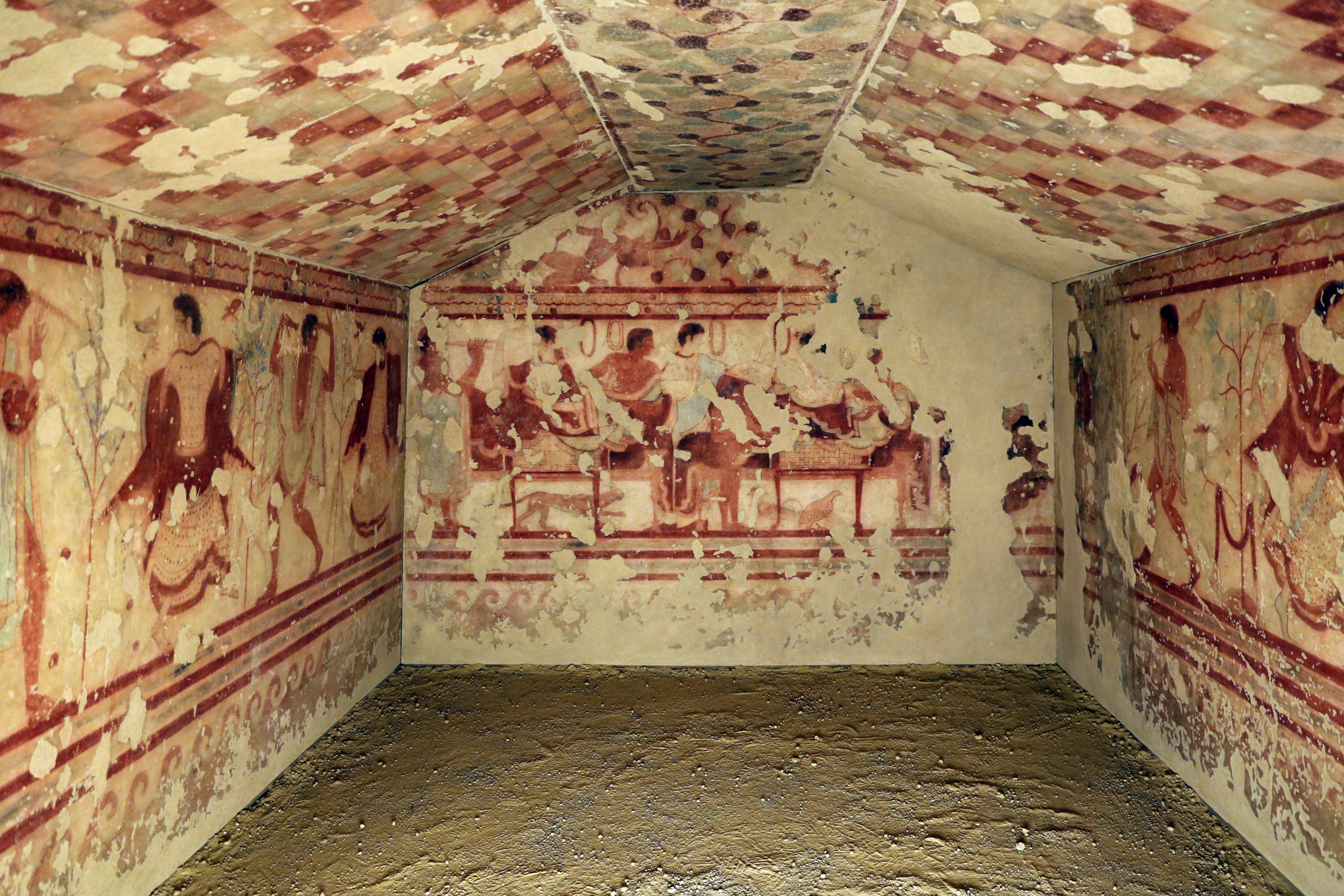
躺臥餐廳墓

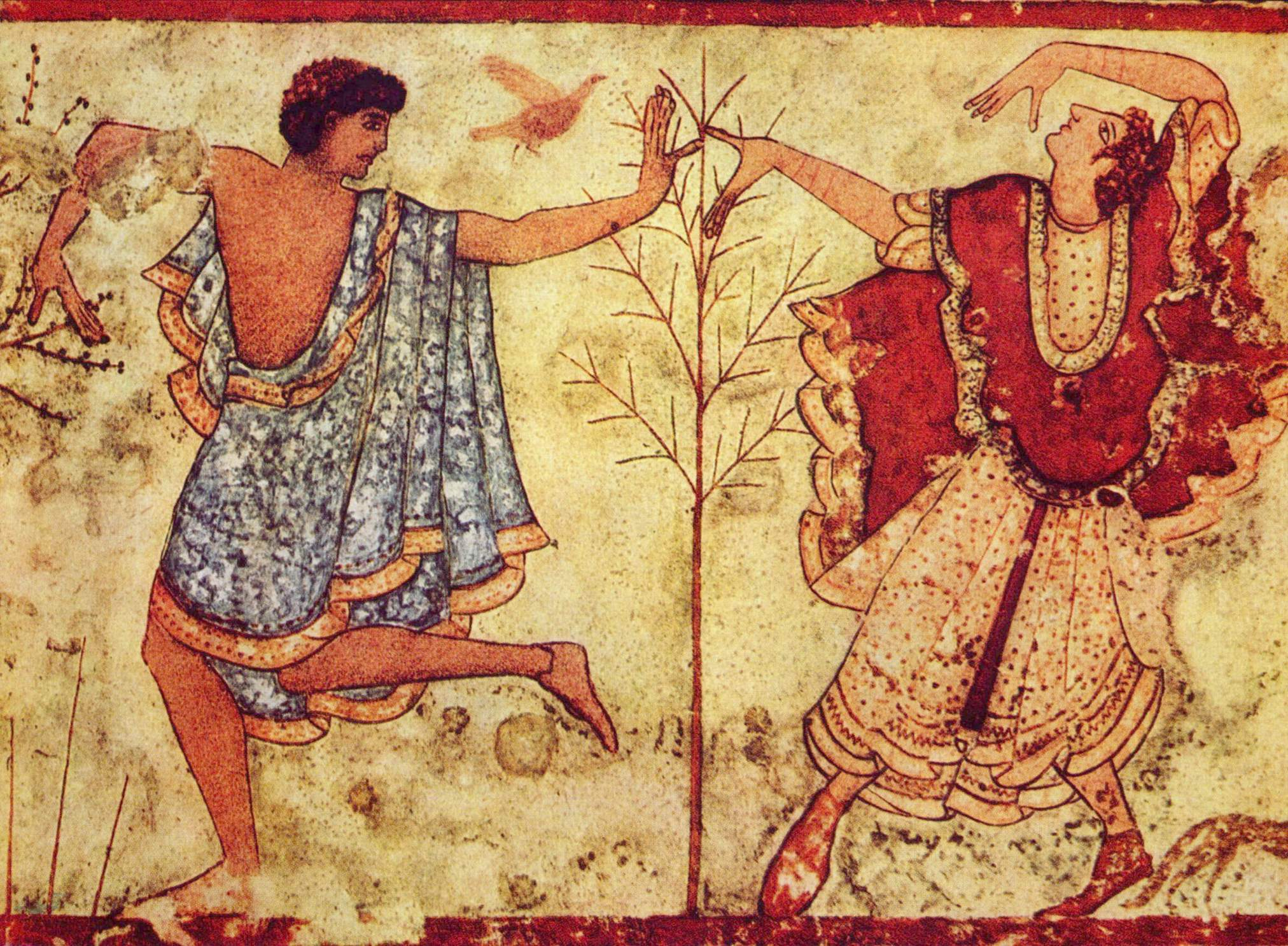
右牆上的兩名舞者的細節

躺臥餐廳墓（義大利語：Tomba del Triclinio）是位於蒙特羅茲古墓群（Necropolis of Monterozzi，義大利塔爾奎尼亞附近）的一座伊特拉斯坎古墓，可追溯到公元前470年左右。古羅馬的躺臥餐廳是一種正式場合的餐廳，該古墓因其壁畫出現躺臥餐廳而得此名。躺臥餐廳墓在所有伊特拉斯坎墓葬中極其出名。
自1830年被發現以來，該墓的壁畫已經變質，失去了部分顏色和細節。1949年時被轉移到塔爾奎尼亞國立博物館保存。歸功於卡洛·拉斯皮（Carlo Ruspi）在陵墓被發現後不久就製作了水彩複製品，現在仍然可一窺壁畫的原貌。該古墓壁畫的藝術價值被描述為優於許多其他伊特拉斯坎古墓，裝飾此墓的藝術家被認為是一位希臘的外邦人。 

## 描述

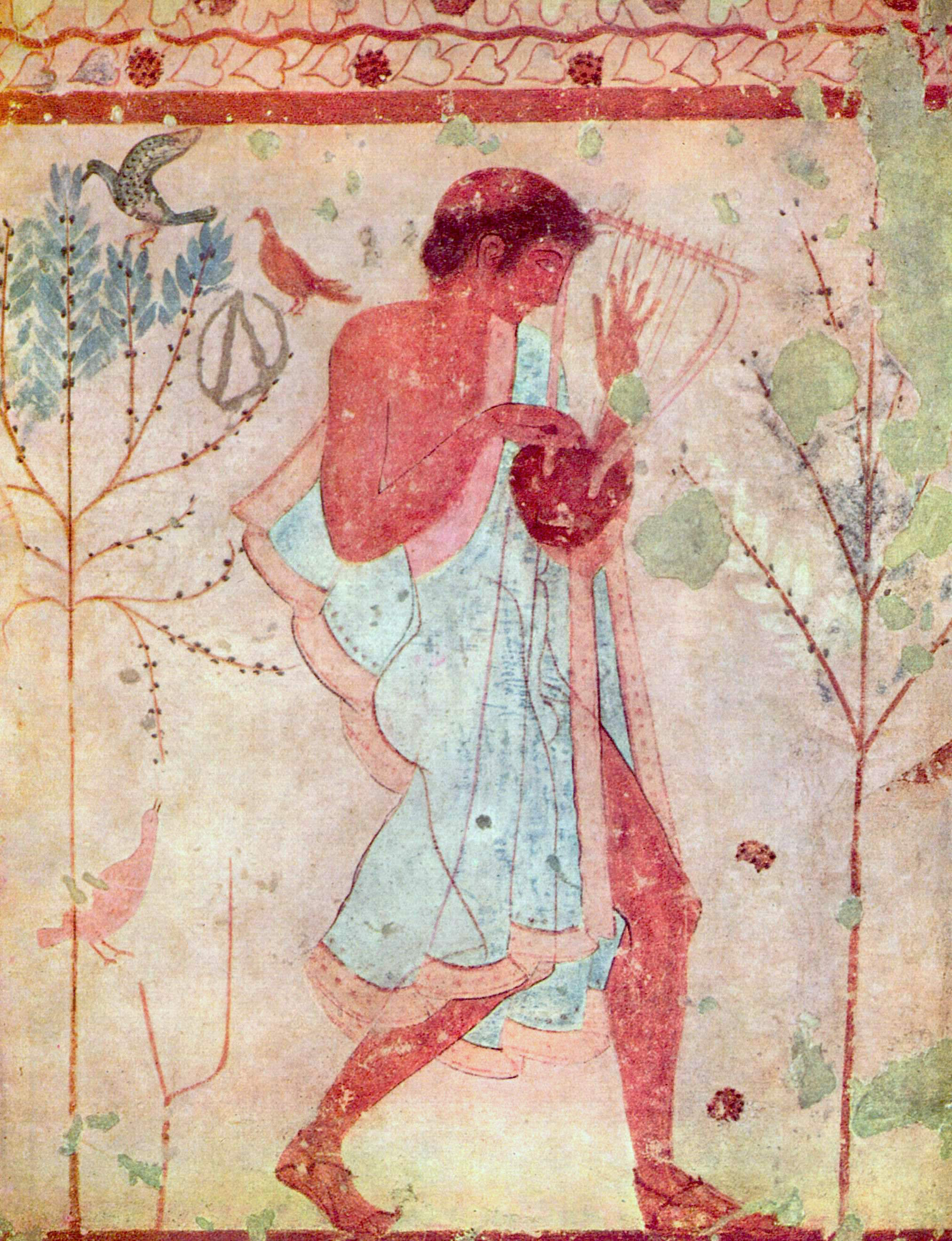
左牆上的巴比托演奏者壁畫之細節

這座古墓只有一間單人室。後牆上的壁畫展示了宴會場景，借鑑了公元前五世紀早期雅典風格的紅繪陶器的飲酒場景。赴宴者斜倚在三張叫做「克里納伊」（Klinai）的長椅上。在克里納伊下方的地板上，一隻貓悄悄地走向一隻公雞和一隻山鶉。左邊的牆上有三名女舞者，一名男舞者和一名拿著巴比托的男樂師。他們被置於布滿鳥兒的小樹之間。右邊的牆上顯示了一個類似的場景。在入口的牆上有兩個年輕人從馬上跳下來。他們可能是阿波貝茨競賽的選手（稱為「跳下者」（desultor）或「下馬者」（abobates））或者引用狄奧斯庫洛伊兄弟作為塵世生活和來世之間的中介。 
躺臥餐廳墓與5513號墓（也在蒙特羅茲古墓群）中的壁畫之間的相似性使考古學家史蒂芬·斯坦格雷伯（Stephan Steingräber）斷定，它們是同一作坊的產物。紅繪式雅典風格的瓶畫（red-figure Attic vase painting）的強大影響力使一些專家相信裝飾該墓的藝術家是一位希臘的外邦人。

## 外部連結
- 神秘的伊特拉斯坎人的墳墓图片 （页面存档备份，存于）